# Tetta Sugimoto
Tetta Sugimoto (杉本 哲太 Sugimoto Tetta?, nacido el 21 de julio de 1965) es un actor japonés. 

## Carrera
Sugimoto fue miembro de una banda de rock antes de debutar como actor en 1983 en la película Hakujasho. Por esa película, ganó el Premio de la Academia Japonesa al mejor recién llegado. Además de su trabajo en cine, también ha actuado en comerciales de televisión, teatro y televisión.
Ha aparecido en películas como Outrage de Takashi Kitano y Strangers in the City de Junji Sakamoto.

## Filmografía

### Películas
- Signal: The Movie (2021)
- Outrage
- Strangers in the City
- Hakujasho (1993)